# Kościół św. Stanisława Biskupa Męczennika w Białymstoku
Kościół pw. Świętego Stanisława Biskupa Męczennika w Białymstoku – jeden z białostockich rzymskokatolickich kościołów parafialnych. Należy do dekanatu Białystok-Nowe Miasto. Mieści się przy ulicy Wiadukt.

## Historia
Świątynia została wybudowana w 1895 roku jako garnizonowa cerkiew prawosławna pod wezwaniem św. Zachariasza i Elżbiety przy carskich koszarach 4 Charkowskiego pułku ułanów. W 1919 koszary przejęła armia polska, a cerkiew została zamieniona na kościół katolicki, co wiązało się z nadaniem świątyni nowej oprawy architektonicznej. 
Po 1945 roku zdewastowana świątynia została odremontowana dzięki staraniom ks. kapelana Wiktora Kłosowicza. W 1952 roku została zlikwidowana parafia garnizonowa, a kościół stał się filią parafii farnej. W 1975 roku przy kościele została utworzona nowa parafia. W dniu 11 stycznia 1990 świątynia została wydzielona z terenu koszar i przeszła na własność parafii, dzięki staraniom proboszcza ks. Antoniego Łuszcza.